# 高見神社
高見神社（たかみじんじゃ）は、福岡県北九州市八幡東区にある神社。
日本製鉄八幡製鐵所の守護神として鎮座している。

## 祭神
本社に天之御中主神、高御産巣日神、神産巣日神、可美葦芽彦遅神、天之常立神、国之常立神、豊雲野神、天照大御神、天忍穂耳神、皇孫瓊瓊杵命、穂穂手見命、穂穂手見命、鵜葺草葺不合命の十二神を祀り、相殿に仁徳天皇、石之比売命、多紀理毘売命、市寸島比売命、多岐都比売命、大己貴命、豊受姫命を祀る。

## 歴史
神功皇后の三韓征伐の際に戦勝祈願の為、洞海湾の小山に皇祖神を祀ったのが創始とされる。1896年（明治29年）に官営八幡製鐵所が建設されると、境内地が製鉄所の用地となった為、尾倉八幡神社へ遷座される。やがて日本製鐵の創立を機に製鉄の守護神として現在地に鎮座した。
社殿は完成までに10年もの歳月を要し、総檜木流造の壮大なものである。1954年（昭和29年）、昭和天皇の九州巡幸の際に、福岡県下の旧官幣大社とともに、とくに幣帛を賜る栄誉を得た。

## 桜の名所
神社および周辺は桜の名所となっている。